# Miquel Monserrat Parets
Miquel Monserrat Parets, (11 de juliol 1899, Llucmajor, Mallorca - 4 de gener de 1937, Manacor, Mallorca), fou un destacat polític socialista i sindicalista mallorquí.
Miquel Monserrat, germà del també polític socialista Joan Monserrat Parets, fou gerent de la societat de consum i defensa obrera "La Nueva Vida" de Llucmajor i de la cooperativa de sabaters "La Hormiga". Fou president de l'Agrupacio Socialista de Llucmajor i primer tinent de batle de l'Ajuntament de Llucmajor durant quasi tota la Segona República. Defensà la reforma agrària impulsada pel Govern republicà. Fou destituït i empresonat a conseqüència de la revolució d'octubre de 1934. Després del cop d'estat de juliol de 1936 fou novament empresonat al castell de Bellver on fou torturat. El 4 de gener de 1937, quan tenia 37 anys, juntament amb el seu germà Joan Monserrat i altres presos, foren traslladats per ser afusellats i enterrats al cementiri de son Coletes a Manacor. Fins a l'11 de maig de 2023 no es pogué confirmar que els cossos exhumats uns mesos abans en aquest cementiri eren els dels germans Monserrat. El seu fill, Miquel Monserrat Puigserver fou elegit regidor de l'Ajuntament de Llucmajor pel Partit Socialista Obrer Espanyol (PSOE) en el primer govern democràtic després de la dictadura franquista.